# Ananteris volschenki
Espèce
Ananteris volschenki est une espèce de scorpions de la famille des Ananteridae.

## Distribution
Cette espèce est endémique du département de Vichada en Colombie. Elle se rencontre vers Cumaribo dans le parc national naturel El Tuparro.

## Description
Le mâle holotype mesure 19,06 mm et la femelle paratype 20,66 mm.

## Systématique et taxinomie
Cette espèce a été décrite par Botero-Trujillo en 2009.

## Étymologie
Cette espèce est nommée en l'honneur d'Erich S. Volschenk.

## Publication originale
- Botero-Trujillo, 2009 : « Two new species of Ananteris (Scorpiones, Buthidae) from El Tuparro Natural National Park, eastern Colombia. » Comptes Rendus Biologies, vol. 332, no 1, p. 83-94.